# Monaco aux Jeux olympiques d'été de 1948
Monaco participe pour la cinquième fois aux Jeux olympiques d'été. Monaco ne remporte aucune médaille lors de ces jeux. 